# Mate Vatsadze
Mate Vatsadze est un footballeur international géorgien, né le 17 décembre 1988 à Tbilissi (URSS). Il évolue au poste d'attaquant.

## En équipe nationale
A l'heure actuelle il compte 4 buts en 15 sélections
Il marque son premier doublé avec l'équipe de Géorgie le 8 octobre 2015 face à Gibraltar (Victoire 4-0).

## Palmarès
- FC Dinamo Tbilissi
  - Champion de Géorgie en 2008.
  - Vainqueur de la Coupe de Géorgie en 2009.
  - Vainqueur de la Supercoupe de Géorgie en 2008.

- FC Dila Gori
  - Vainqueur de la Coupe de Géorgie en 2012.

## Statistiques
| Saison    | Club                 | Pays          | Championnat         | Coupes nationales | Coupes d'Europe        | Géorgie           |
| --------- | -------------------- | ------------- | ------------------- | ----------------- | ---------------------- | ----------------- |
| 2005-2006 | Dinamo Tbilissi      | Umaglesi Liga | 4 matchs / 1 but    | ?                 | ?                      | -                 |
| 2006-2007 | Dinamo Tbilissi      | Umaglesi Liga | 27 matchs / 10 buts | ?                 | ?                      | -                 |
| 2007-2008 | Dinamo Tbilissi      | Umaglesi Liga | 13 matchs / 9 buts  | -                 | ?                      | -                 |
| 2008-2009 | Dinamo Tbilissi      | Umaglesi Liga | 17 matchs / 10 buts | 1 match           | 3 matchs (C1)          | -                 |
| 2009-2010 | Dinamo Tbilissi      | Umaglesi Liga | 26 matchs / 10 buts | 4 matchs / 2 buts | 4 matchs / 1 but (C3)  | 2 matchs          |
| 2010-2011 | Dinamo Tbilissi      | Umaglesi Liga | 8 matchs / 2 buts   | -                 | 5 matchs / 2 buts (C3) | 2 matchs          |
| 2011      | Volga Nijni Novgorod | SOGAZ League  | 20 matchs / 1 but   | 1 match           | -                      | 1 match           |
| 2011-2012 | Dila Gori            | Umaglesi Liga | 13 matchs / 11 buts | 3 matchs / 3 buts | -                      | -                 |
| 2012-2013 | Dila Gori            | Umaglesi Liga | 2 matchs / 2 buts   | -                 | 5 matchs / 5 buts (C3) | -                 |
| 2012-2013 | AGF Århus            | SAS Ligaen    | 13 matchs / 3 buts  | 1 match           | -                      | 2 matchs / 1 but  |
| 2013-2014 | AGF Århus            | SAS Ligaen    | 10 matchs / 1 but   | 2 matchs / 2 buts | -                      | -                 |
| 2014-2015 | AGF Århus            | 1st Division  | 32 matchs / 20 buts | 3 matchs / 1 but  | -                      | 6 matchs / 3 buts |
| 2015-2016 | AGF Århus            | SAS Ligaen    | 20 matchs / 5 buts  | -                 | -                      | 2 matchs          |
| 2016-2017 | Lokomotiv Tbilissi   | Umaglesi Liga | 4 matchs / 1 but    | -                 | -                      | -                 |
| 2016-2017 | Viborg FF            | SAS Ligaen    | 5 matchs            | -                 | -                      | -                 |

Dernière mise à jour le 30/03/2017